# Conus alainallaryi
Espèce
Conus alainallaryi est une espèce de mollusques gastéropodes marins de la famille des Conidae.
Comme toutes les espèces du genre Conus, ces escargots sont prédateurs et venimeux. Ils sont capables de « piquer » les humains et doivent donc être manipulés avec précaution, voire pas du tout.

## Description
La taille de la coquille varie entre 30 mm et 42 mm.

## Distribution
Cette espèce est présente dans la mer des Caraïbes au large de la Colombie.

## Taxonomie

### Publication originale
L'espèce Conus alainallaryi a été décrite pour la première fois en 2009 par les malacologistes Luigi Bozzetti (d) (1948-) et Éric Monnier (d) (1953-) dans la publication intitulée « Malacologia Mostra Mondia »,.

### Synonymes
- Conus (Dauciconus) alainallaryi Bozzetti & Monnier, 2009 · appellation alternative
- Purpuriconus alainallaryi (Bozzetti & Monnier, 2009) · non accepté

## Identifiants taxonomiques
Chaque taxon catalogué par les bases de données biologiques et taxonomiques possède un identifiant qui permet d'établir un point de référence. Les identifiants de Conus alainallaryi dans les principales bases sont les suivants :
CoL : 5ZXMY - GBIF : 6510428 - iNaturalist : 900598 - IRMNG : 11880389 - 